# Nová Ves, Strakonice
Nová Ves là một làng thuộc huyện Strakonice, vùng Jihočeský, Cộng hòa Séc.